# Lutense
Lutense, auch Lutenze, Liutenza oder Lutenza, war im Mittelalter die Bezeichnung für den Peenestrom westlich von Zecherin. Westlich befinden sich die Mündung der Peene in den Peenestrom und die Insel Schadefähre. Im Norden könnte sich der Bereich etwa bis Klotzow, in südöstlicher Richtung bis Mönchow erstreckt haben. Der Name leitet sich wahrscheinlich vom slawischen Wort ljutъ ab, was „grimmig“ oder „wild“ bedeutet.
Erstmals erwähnt wurde die Lutenze 1184 in einer Urkunde des Herzogs Bogislaw I. von Pommern, in der er dem Kloster Grobe unter anderem die Erlaubnis erteilte, in der Lutense mit Netzen zu fischen.
1242 schenkte Herzog Barnim I. dem Kloster seinen Anteil an den beiden in der Urkunde genannten Buchten oder Seen der Liutenza (lateinisch de duobus stagnis in liutenza). Darin wird auch die Bezeichnung als Monketoch (Mönchzug) erwähnt. Als Unterteilung der beiden Gewässerbereich wurde möglicherweise die Insel Fähre (heute Anklamer Fähre) angesehen.
Im Ergebnis eines Streits mit der Stadt Anklam musste das Kloster 1337 die Lutense und das Gebiet des Dorfes Mönchow an die Stadt abtreten. Auf welcher Rechtsgrundlage die Stadt ihre Ansprüche durchsetzen konnte, ist nicht überliefert. Ein durch den Abt Hermann 1360 unternommener Versuch, das Gewässer zurückzuerlangen, scheiterte. Der als Schiedsrichter eingesetzte Lübecker Bürgermeister Tidemann Warendorp erklärte die frühere Entscheidung zugunsten Anklams für rechtmäßig.
Bei der letzten bekannten Erwähnung der Lutense (lateinisch stagna quondam vocata Lutenza) im Jahr 1421 gehörte das Gewässer wieder dem Kloster. Wann und auf welche Weise das Kloster wieder in den Besitz kam, ist nicht bekannt.